# Rouillac, Charente
Rouillac är en kommun i departementet Charente i regionen Nouvelle-Aquitaine i västra Frankrike. Kommunen ligger  i kantonen Rouillac som ligger i arrondissementet Cognac. År 2018 hade Rouillac 1 923 invånare.

## Befolkningsutveckling
Antalet invånare i kommunen Rouillac
Referens:INSEE